# Омська залізниця
Омська залізниця — залізниця в СРСР, яка пролягала територією Омської, Новосибірської, Північноказахстанської, Павлодарскої, Тюменської і Курганської областей і Алтайського краю, організована в 1933 році.
Протяжність залізниці станом на 1954 рік становила 2050 км, управління залізницею здійснювалося з Омська.
Основними вантажами залізниці були: метал, ліс, сіль, зерно, продукція сільського господарства, торф.
Видавалась газета «Омский железнодорожник».
Ділянки, які входили до складу Омської залізниці, були побудовані з 1896 по 1945 рік: 
- Макушино—Чулимська в 1896 році,
- Вагай—Куломзіно в 1912 році,
- Татарська—Славгород в 1917 році,
- Славгород—Кулунда—Павлодар в 1924 році,
- Кулунда—Малинове озеро в 1945 році[1].